# Convés principal
O convés principal de um navio é o convés completo superior que se estende da proa à popa. O casco de um navio de aço pode ser considerado uma viga estrutural com o convés principal formando o flange superior de uma viga de caixa e a quilha formando o membro de resistência inferior. O convés principal pode atuar como um membro de tensão quando o navio é apoiado por uma única onda a meio do navio, ou como um membro de compressão quando o navio é apoiado entre as ondas à frente e à ré.